# Gustaf Andersson i Sundsvall
Axel Gustaf Andersson (i riksdagen kallad Andersson i Sundsvall), född 3 juni 1853 i Gefle församling, död 6 september 1914 i Sundsvalls församling, Västernorrlands län, var en svensk borgmästare och riksdagsman.
Andersson blev student vid Uppsala universitet 1872, avlade teologisk-filosofisk examen 1873, blev student vid Lunds universitet 1877, avlade hovrättsexamen 1878, blev stadsnotarie i Sundsvalls stad 1879, vice häradshövding 1881, brottmålsrådman i Sundsvall 1891, civilrådman där 1895 och var borgmästare där 1908–1911. Han var ombudsman vid Sundsvalls enskilda bank från 1886, ledamot av centralstyrelsen för samma bank från 1898. Han var ordförande i handels- och sjöfartsnämnden i Sundsvall samt ledamot i styrelsen för Trävarubolaget Svartvik och i styrelsen för Holmsunds AB.
Andersson var ledamot av riksdagens första kammare 1900–1905, invald i Västernorrlands läns valkrets; suppleant i särskilt utskott 1901 och 1902, suppleant i lagutskottet 1903 och 1904; ledamot i särskilt utskott 1903.